# I Can (chanson de Blue)
Pour les articles homonymes, voir I Can.
Chansons représentant le Royaume-Uni au Concours Eurovision de la chanson
That Sounds Good to Me
(2010) Love Will Set You Free
(2012)
I can, est la chanson du groupe britannique Blue, qui a eu l'occasion de présenter le pays au Concours Eurovision de la chanson 2011, à Düsseldorf en Allemagne.
Le morceau a été annoncé le 29 janvier 2011, et la chanson est sortie le 14 mars 2011.
Lors de la finale du Concours Eurovision de la chanson 2011, le 14 mai 2011, elle a fini à la 11e place avec 100 points.